# Dev Patel
Dev Patel (Londra, 23 aprile 1990) è un attore britannico, conosciuto principalmente per il ruolo di Jamal Malik nel pluripremiato film The Millionaire (2008). Patel ha in seguito recitato in numerosi film di successo, tra cui Marigold Hotel (2011), Humandroid (2015), e Ritorno al Marigold Hotel (2015). Nel 2016, per la sua performance di Saroo Brierley nel film biografico Lion - La strada verso casa si aggiudica il BAFTA al miglior attore non protagonista, venendo candidato ai Golden Globe, Screen Actors Guild Award e al Premio Oscar nella sezione "miglior attore non protagonista".

## Biografia
Patel nasce a Londra da genitori induisti di origine indiana emigrati dal Kenya. La madre Anita è un'assistente familiare e il padre Raj lavora come consulente informatico. Patel cresce nel quartiere londinese di Harrow. Dai 7 ai 12 anni frequenta la Longfields Middle School dove prende parte alle rappresentazioni teatrali della scuola. Il primo personaggio che interpreta è Sir Andrew Aguecheek de La dodicesima notte di William Shakespeare, ruolo per il quale riceve un premio come migliore attore. A 13 anni si iscrive alla Whitmore High School, il liceo di Harrow. Patel è ricordato dalla sua insegnante di recitazione, Niamh Wright, come uno studente dotato di grande immaginazione, creatività e talento. Durante il suo esame GCSE, all'età di 16 anni, Patel scrive e recita il soliloquio di un bambino coinvolto nella Strage di Beslan. L'esaminatore chiamato a giudicare la sua interpretazione si commuove e gli dà il massimo dei voti.
Nel 2006 Patel partecipa alle audizioni pubbliche per entrare nel cast di un nuovo teen drama della rete televisiva E4 chiamato Skins. La madre aveva notato l'annuncio sul giornale e incoraggiò il figlio a presentarsi ai casting nonostante il giorno seguente avesse un esame di scienze. Dopo una seconda audizione, Patel ottiene la parte di Anwar. La serie diventò un fenomeno televisivo, fu candidata ai Premi BAFTA 2008 e vinse la Rosa d'oro. Patel si è diplomato nel 2008. Patel pratica taekwondo dall'età di 10 anni. Ha preso parte a numerose competizioni sportive, nazionali e internazionali, fra le quali il campionato mondiale che si svolse a Dublino nel 2004. Nonostante fosse cintura rossa vinse la medaglia di bronzo. Nel 2006 è stato promosso cintura nera.
Patel si è fatto conoscere per aver interpretato il ruolo di Anwar Kharral nelle prime due stagioni della serie televisiva britannica Skins. Nel 2008 ha interpretato come protagonista il ruolo di Jamal Malik nel film The Millionaire di Danny Boyle. Il lungo processo di audizioni si concluse nell'agosto 2007. Inizialmente il ruolo era stato affidato a Ruslaan Mumtaz, ma il produttore pensò che fosse "troppo bello". Il film ha ottenuto un grandissimo successo: nel 2009 conquistò otto Premi Oscar, fra i quali l'Oscar al miglior film, sette Premi BAFTA e quattro Golden Globe. Patel fu insignito di numerosi premi cinematografici come attore esordiente ma non fu candidato all'Oscar. Nel 2010 ha interpretato il personaggio di Zuko nel film L'ultimo dominatore dell'aria, adattamento cinematografico della serie animata Avatar - La leggenda di Aang (ottenendo tuttavia la nomination per Peggior attore non protagonista ai Razzie Awards 2010), e ha doppiato il suo personaggio nel videogioco tratto dal film.
Nel 2016 è protagonista del film drammatico Lion - La strada verso casa, tratto dal libro autobiografico di Saroo Brierley, A Long Way Home, dove recita accanto a Nicole Kidman e Rooney Mara. La pellicola, presentata in anteprima al Toronto International Film Festival e successivamente alla Festa del Cinema di Roma 2016, narra la storia di un bambino di 5 anni che smarritosi per le strade di Calcutta viene adottato da una coppia australiana, molti anni dopo il ragazzo decide di ritrovare la sua famiglia utilizzando Google Earth. Per questo ruolo, Patel riceve la sua prima candidatura ai Premi Oscar 2017 e si aggiudica il Premio Bafta come miglior attore non protagonista.

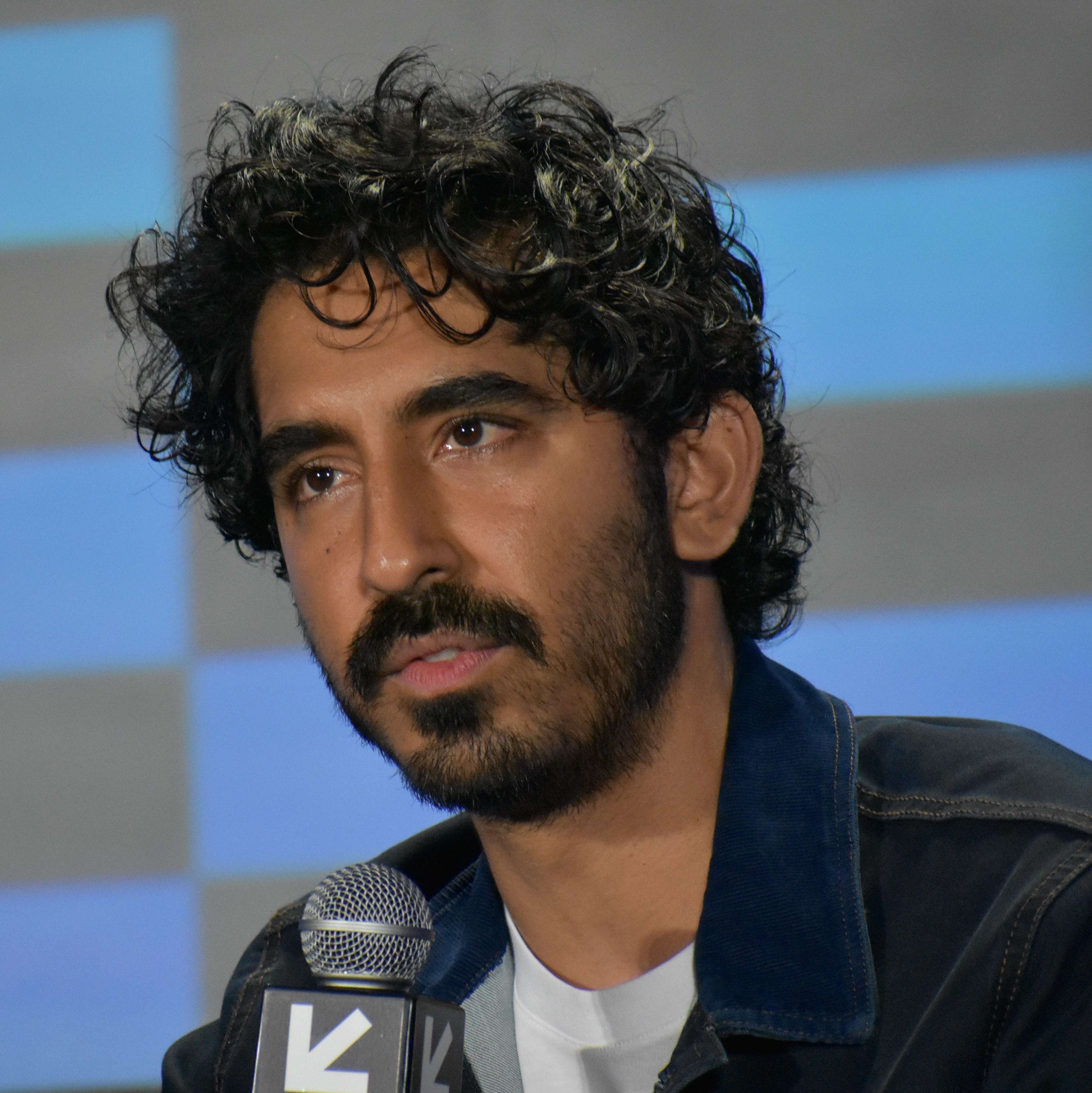
Dev Patel al SXSW 2024.

## Vita privata
È stato impegnato sentimentalmente con la co-protagonista del film The Millionaire, Freida Pinto, dal 2008 al 2014.

## Filmografia

### Attore

#### Cinema
- The Millionaire, regia di Danny Boyle (2008)[12]
- L'ultimo dominatore dell'aria (The Last Airbender), regia di M. Night Shyamalan (2010)
- The Commuter, regia di Edward e Rory McHenry (2010) - cortometraggio
- Marigold Hotel (The Best Exotic Marigold Hotel), regia di John Madden (2011)
- About Cherry, regia di Stephen Elliott (2012)
- Viaggio verso la libertà (The Road Within), regia di Gren Wells (2014)
- Humandroid (Chappie), regia di Neill Blomkamp (2015)
- Ritorno al Marigold Hotel (The Second Best Exotic Marigold Hotel), regia di John Madden (2015)
- L'uomo che vide l'infinito (The Man Who Knew Infinity), regia di Matthew Brown (2015)
- Lion - La strada verso casa (Lion), regia di Garth Davis (2016)
- Attacco a Mumbai - Una vera storia di coraggio (Hotel Mumbai), regia di Anthony Maras (2018)
- The Wedding Guest - L'ospite sconosciuto (The Wedding Guest), regia di Michael Winterbottom (2018)
- La vita straordinaria di David Copperfield (The Personal History of David Copperfield), regia di Armando Iannucci (2019)
- Sir Gawain e il Cavaliere Verde (The Green Knight), regia di David Lowery (2021)
- La meravigliosa storia di Henry Sugar (The Wonderful Story of Henry Sugar), regia di Wes Anderson (2023) - cortometraggio
- Veleno (Poison), regia di Wes Anderson (2023) - cortometraggio
- Monkey Man, regia di Dev Patel (2024)

#### Televisione
- Skins - serie TV, 19 episodi (2007-2008)
- Mister Eleven - serie TV, episodio 1x01 (2009)
- True Jackson - serie TV, episodio 2x13 (2010)
- The Newsroom – serie TV, 19 episodi (2012-2014)
- Modern Love - serie TV, episodio 1x02 (2019)

### Regista
- Monkey Man (2024)

### Sceneggiatore
- Monkey Man, regia di Dev Patel (2024)

### Produttore
- Attacco a Mumbai - Una vera storia di coraggio (Hotel Mumbai), regia di Anthony Maras (2018)
- The Wedding Guest - L'ospite sconosciuto (The Wedding Guest), regia di Michael Winterbottom (2018)
- Monkey Man, regia di Dev Patel (2024)

## Riconoscimenti
- Premio Oscar
  - 2017 – Candidatura al Miglior attore non protagonista per Lion - La strada verso casa
- Golden Globe
  - 2017 – Candidadura al Miglior attore non protagonista per Lion - La strada verso casa
  - 2021 – Candidadura al Miglior attore in un film commedia o musicale per La vita straordinaria di David Copperfield
- MTV Movie Awards
  - 2009 – Candidatura al Miglior bacio (condiviso con Freida Pinto) per The Millionaire
  - 2009 – Candidatura alla Miglior performance rivelazione maschile per The Millionaire
- Premio BAFTA
  - 2009 – Candidatura al Miglior attore protagonista per The Millionaire
  - 2017 – Miglior attore non protagonista per Lion - La strada verso casa
- Screen Actors Guild Award
  - 2009 – Candidatura al Miglior attore cinematografico per The Millionaire
  - 2009 – Miglior cast cinematografico per The Millionaire
  - 2013 – Candidatura al Miglior cast cinematografico per Marigold Hotel
  - 2017 – Candidatura al Miglior attore non protagonista per Lion - La strada verso casa'
- Broadcast Film Critics Association Awards
  - 2009 – Miglior attore under 21 per The Millionaire
  - 2016 – Candidatura al migliore attore non protagonista per Lion - La strada verso casa
- Chicago Film Critics Association Awards
  - 2008 – Migliore promessa maschile per The Millionaire
- Evening Standard British Film Awards
  - 2009 – Candidatura al Miglior attore esordiente per The Millionaire
- European Film Awards
  - 2009 – Candidatura al Miglior attore europeo per The Millionaire
- Imagen Awards
  - 2009 – Candidatura al Miglior attore non protagonista per The Millionaire
  - 2013 – Candidatura al Miglior attore non protagonista per The Newsroom
- London Critics Circle Film Awards
  - 2009 – Giovane attore britannico dell'anno per The Millionaire
- Film festival internazionale di Milano
  - 2015 – Miglior attore non protagonista per Viaggio verso la libertà
- National Board of Review of Motion Pictures
  - 2008 – Migliore esordio per The Millionaire
- Phoenix Film Critics Society Awards
  - 2008 – Migliore esordio per The Millionaire
- Satellite Awards
  - 2016 – Candidatura al migliore attore non protagonista per Lion - La strada verso casa
- St. Louis Film Critics Association Awards
  - 2016 – Candidatura al Miglior attore non protagonista per Lion - La strada verso casa
- Teen Choice Awardss
  - 2009 – Candidatura al Miglior attore in un film drammatico per The Millionaire
  - 2009 – Candidatura al Miglior attore esordiente per The Millionaire
  - 2009 – Candidatura al Miglior bacio (condiviso con Freida Pinto) per The Millionaire

## Doppiatori italiani
Nelle versioni in italiano delle opere in cui ha recitato, Dev Patel è stato doppiato da:
- Flavio Aquilone in The Millionaire, The Newsroom, Humandroid, Ritorno al Marigold Hotel, L'uomo che vide l'infinito, Lion - La strada verso casa, Attacco a Mumbai - Una vera storia di coraggio, The Wedding Guest - L'ospite sconosciuto, La vita straordinaria di David Copperfield, La meravigliosa storia di Henry Sugar, Veleno, Monkey Man
- Gabriele Lopez in Skins, Viaggio verso la libertà
- Andrea Mete in L'ultimo dominatore dell'aria, Modern Love
- David Chevalier in Marigold Hotel
- Paolo De Santis in Sir Gawain e il Cavaliere Verde